# Peruc
Peruc là một chợ huyện thuộc huyện Louny, vùng Ústecký, Cộng hòa Séc.